# Lycaena asabinus
Lycaena asabinus is een vlinder uit de familie van de Lycaenidae. De wetenschappelijke naam van de soort is voor het eerst geldig gepubliceerd in 1851 door Gottlieb August Wilhelm Herrich-Schäffer.